# عبير حداد
عبير حداد (مواليد 4 مارس 1985) محامية، ومتحدثة في مؤتمرات تيد إكس، وخبيرة في مستقبل القانون، ومؤسسة معهد التحول القانوني. وهي أيضًا أستاذة مساعدة في جامعة كولونيا، حيث تُدرّس قانون الدول العربية.

## حياة
ولدت عبير حداد في 4 مارس 1985 في بغداد وجاءت إلى أوروبا كلاجئة قاصر غير مصحوبة بذويها. تتحدث ثلاث لغات بطلاقة: العربية والألمانية والإنجليزية، وأسست معهد التحول القانوني في بون بألمانيا. وينصب تركيزها الآخر على التغيير السريع في التكنولوجيا. وهي تدعو إلى ضرورة تغيير طريقة إدراك القانون وبنائه، على سبيل المثال، في عملية تنظيم الذكاء الاصطناعي والبلوك تشين. متأثرة بتجاربها مع القبائل البدوية ، فهي صريحة بشأن حماية المناخ والاستدامة وحقوق الطبيعة نفسها.

## التعليم والمهنة
بعد تخرجها من المدرسة الثانوية، درست عبير حداد القانون في جامعة توبنغن ، حيث حصلت على أول امتحان حكومي لها. حصلت على الدكتوراه ( <i id="mwYA">بمرتبة الشرف الأولى</i> ) في عام 2022 من جامعة كولونيا، مع التركيز على القانون المقارن وتحديدًا تخصيص المطالبات في قانون الدول العربية. تضمن وقت كتابة أطروحة الدكتوراه زيارات بحثية إلى اليابان والبحرين والإمارات العربية المتحدة والمملكة المتحدة. بعد حصولها على الدكتوراه، بدأت العمل كمستشارة للتحول القانوني في الأمم المتحدة . منذ عام 2021، كانت أستاذة مشاركة مساعدة في جامعة كولونيا، حيث تُدرّس القانون الحديث للدول العربية.
في مايو 2022، أسست عبير حداد معهد التحول القانوني، الذي تشغل منصب مديرته. كما أنها أسست وشاركت في تأسيس شبكة للمحامين متعددي الثقافات في ألمانيا.

## الجوائز
في عام 2021، تم اختيار عبير حداد كواحدة من 40 شخصًا تحت سن الأربعين من قبل مجلة كابيتال. وفي عام 2022، كانت زميلة المواهب العلمية النسائية في مؤسسة Falling Walls Foundation. وفازت بجائزة Strive Sustainability في عام 2025  وفي نفس العام، أصبحت زميلة في مؤسسة Skoll.

## المنشورات

### أطروحة الدكتوراه
أطروحة، جامعة كولونيا https://kups.ub.uni-koeln.de/61118/

### منشورات أخرى
الموازنة بين التقاليد والإصلاح - قانون المعاملات المدنية الجديد في المملكة العربية السعودية ؛ في مجلة القانون العربي الفصلية؛ بقلم: عبير حداد، كاي كروتزبرغر وليدا فقيري، نُشر في ١٧ يونيو ٢٠٢٣ https://brill.com/view/journals/alq/aop/article-10.1163-15730255-bja10190/article-10.1163-15730255-bja10190.xml
المحكمة العليا لإنجلترا وويلز، المحكمة التجارية: لن يُلغى صك المضاربة المُصمم لتوفير عائد ثابت، والمُدّعى عدم قانونيته بموجب قانون دولة الإمارات العربية المتحدة، لعدم قانونيته. دانة غاز ش.م.ع ضد دانة غاز صكوك المحدودة وآخرون 2017 كاي كروتزبرغر وعبير حداد، مجلة القانون والإسلام.
http://zri.gair.de/images/ZRI092017.pdf

## روابط خارجية
- معهد التحول القانوني
- خادم منشورات الجامعات